# Aeroporto Internacional de Tabatinga
O Aeroporto Internacional de Tabatinga (IATA: TBT, ICAO: SBTT) é um aeroporto internacional no município de Tabatinga, no Amazonas. Localizado na tríplice fronteira Brasil-Colômbia-Peru, é o segundo aeroporto mais movimentado do estado do Amazonas, superado apenas pelo Aeroporto Internacional de Manaus.
Com o objetivo de fortalecer a segurança do país na tríplice fronteira do Brasil com o Peru e a Colômbia, o aeroporto funciona como ponto estratégico de apoio às operações da Força Aérea Brasileira, Exército Brasileiro, Marinha do Brasil, Polícia Federal e ainda dá suporte à aviação internacional por conta de acordos firmados entre o Brasil e os países vizinhos. Opera com voo regular diário regional, táxis aéreos e uma grande movimentação de voos militares.

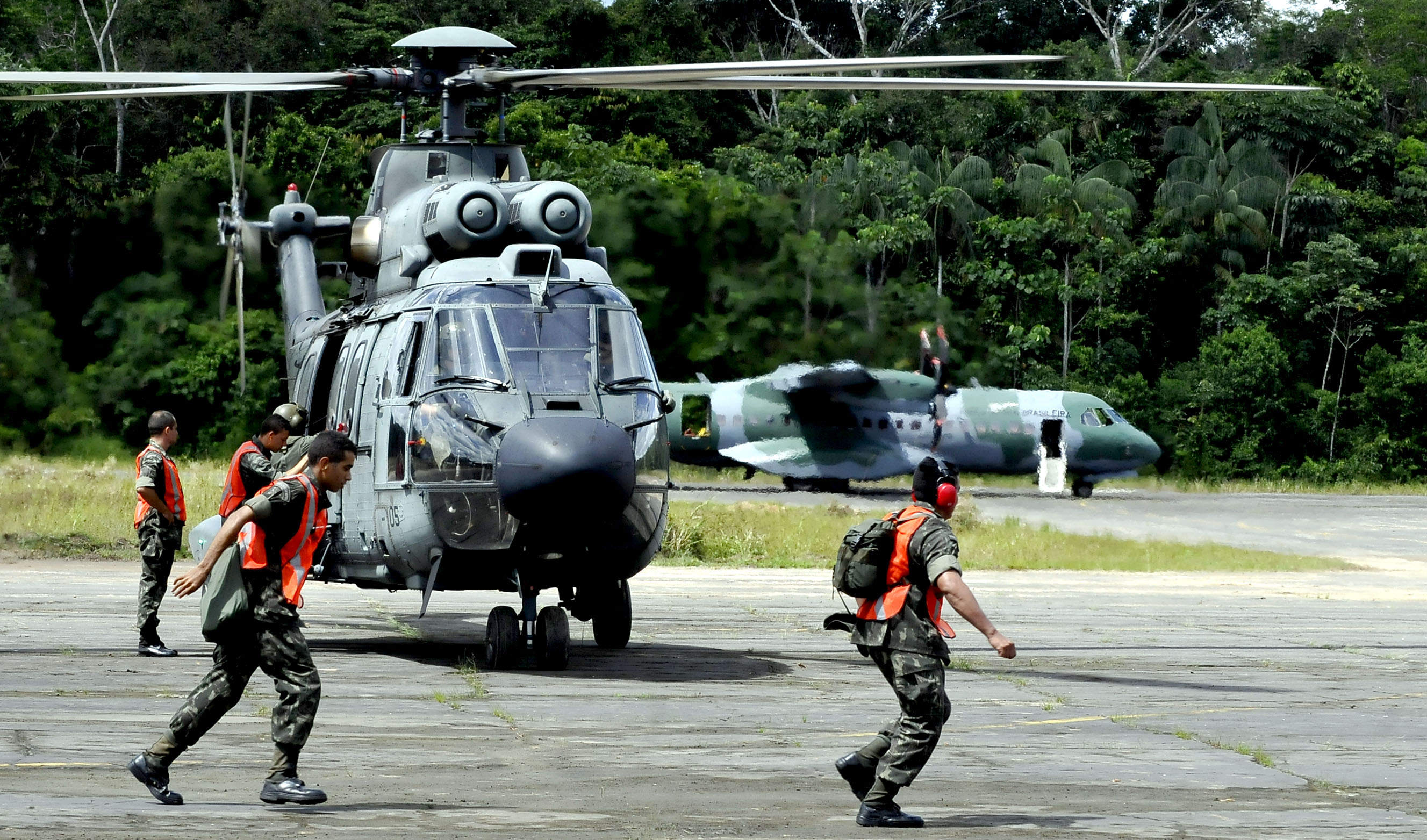
Operação Ágata 7 no Aeroporto Internacional de Tabatinga, em maio de 2013.

## História

### Cronologia
1965 - A pista do aeroporto foi construída em 1964 e entrou em funcionamento em 1965, com o objetivo de atender as necessidades e demandas do Correio Aéreo Nacional – apoiando logisticamente as comunidades civis instaladas na região do Alto Solimões, da Força Aérea Brasileira e de batalhões militares fundados pelo Exército Brasileiro, na vasta fronteira do extremo oeste da Amazônia com os países vizinhos, Peru e Colômbia.
1980 - A partir de 30 de março de 1980 o Aeroporto Internacional de Tabatinga passou a ser administrado pela Infraero. Chegou a operar de forma regular voos da Varig, Cruzeiro e Rico que utilizavam Boeing 737-200.
2013 - Em 2013 a Infraero iniciou uma grande reforma e ampliação no Aeroporto Internacional de Tabatinga.

## Estrutura
No dia 26 de janeiro de 2016 a reforma e ampliação do aeroporto foi concluída. Foram investidos R$ 20,48 milhões nas melhorias, que ampliaram a área do terminal de 1.065 metros quadrados para 5.221 metros quadrados. Com isso, a capacidade operacional do aeroporto foi ampliada de 600 mil passageiros/ano para 2,3 milhões de passageiros/ano. As áreas de administração, serviço e estacionamento também foram ampliadas.
Com a conclusão das obras, a área total das salas de embarque e desembarque passou de 238 metros quadrados para 1.166 metros quadrados. A sala de desembarque ganhou uma segunda esteira de restituição de bagagens. Além disso, a área de check-in foi ampliada, passando a contar com espaço para oito balcões de atendimento.
A área comercial do terminal de passageiros também foi expandida e conta agora com 24 novos espaços, incluindo uma nova praça de alimentação, cujo processo de licitação deve ser iniciado em fevereiro.
As áreas administrativas, de empresas concessionárias e de uso das empresas de serviços auxiliares de transporte aéreo foram ampliadas. As obras contemplaram ainda uma nova Estação de Tratamento de Esgoto, uma nova subestação de energia com potência de 1000 kVA, a instalação de dois geradores de 325 kVA cada, duas novas torres de iluminação do pátio de manobras, entre outras melhorias.

## Características
- Terminal de passageiros: 5.221 m²
- Pátio de Aeronaves: 17.333,26 m²
- Sítio Aeroportuário: 6.503.352,00 m²
- Estacionamento de aeronaves: 08 posições
- Sinalização: VFR (Diurno/Noturno) e IFR  (Diurno/Noturno)